# Jurassic Park: The Game
Jurassic Park: The Game è un'avventura grafica creata dalla Telltale Games, basato sul franchise Jurassic Park. Come per Ritorno al futuro, si basa su un'altra opera di culto della Universal. Ricreando le atmosfere suscitate dal famoso parco di dinosauri creato dalla mente dello scrittore Michael Crichton e portato sullo schermo dal famoso Steven Spielberg con lo scopo, secondo i responsabili del progetto, di arrivare dove le altre trasposizioni su videogioco di Jurassic Park non erano riuscite.
Le musiche e colonne sonore di John Williams riportano i giocatori a vivere le emozioni suscitate dal film senza tempo.
Inizialmente l'uscita del gioco era prevista per aprile 2011, in seguito viene confermato per il 15 novembre 2011 su PC, iPad, PlayStation 3 e Xbox 360.

## Trama

### Episodio 1: L'Intrusa
Il Dr. Gerry Harding è il capo veterinario del parco a tema Jurassic Park, posseduto dalla InGen e situato sull'isola tropicale di Isla Nublar. Il gioco inizia con Gerry che sta mostrando il parco alla sua figlia quattordicenne Jess. A questo punto della storia, Dennis Nedry dà il via al suo piano disattivando la sicurezza del parco e fuggendo con alcuni embrioni di dinosauro rubati e nascosti all'interno di una bomboletta di schiuma da barba. Durante una tempesta tropicale, i due contatti di Nedry, Nima Cruz e Miles Chadwick, si avventurano all'interno del parco dopo che l'uomo non si è incontrato con loro al porto. Dopo aver superato i recinti elettrificati ormai spenti, trovano la jeep di Nedry e il suo cadavere. Fortunatamente riescono a trovare anche la bomboletta con gli embrioni ma vengono attaccati da alcuni Dilofosauri. Chadwick viene ucciso, mentre Nima riesce a salvarsi per miracolo quando le creature fuggono terrorizzate dopo aver udito il rumore di un branco di misteriosi dinosauri dai grandi occhi bianchi, uno dei quali la morde, portandola a scappare via a piedi con la bomboletta.
Lungo la strada verso il porto, Gerry e Jess si imbattono in Nima, delirante per il morso e bisognosa di cura mediche. Mentre si dirigono verso il centro visitatori, vengono però rallentati da un cucciolo di Triceratopo che sta bloccando la strada. Dopo averlo fatto rientrare nel recinto, l'esemplare alfa li vede e scambia per una minaccia, attaccando la loro jeep. La situazione degenera quando il Tirannosauro, uscito dal proprio recinto, giunge sul posto e attacca il Triceratopo. Mentre i due dinosauri combattono, Gerry, Jesse e Nima si nascondono all'interno del deposito attrezzi, dove trascorrono la notte. Il mattino dopo, la Dr.ssa Laura Sorkin, una scienziata del parco rimasta bloccata in un laboratorio dopo che la tempesta ha distrutto la strada d'accesso, vede i tre attraverso le telecamere di sicurezza e manda un veicolo turistico automatico a recuperarli. Dopo aver raggiunto il centro visitatori, Gerry si mette in contatto con Laura attraverso una radio. Laura gli dà istruzioni su come curare Nima dal veleno utilizzando un dardo tranquillante (che pare essere l'unico sedativo abbastanza potente da bloccare il letale veleno di questi misteriosi dinosauri). Il T. rex fa quindi irruzione nel centro visitatori e attacca il gruppo, che si salva quando Gerry chiede alla Sorkin di attivare uno dei veicoli turistici, che parte distraendo il T.rex. Nima, ripresasi, scopre che la InGen ha inviato una squadra di salvataggio per recuperarli e punta la pistola contro gli Harding, affermando che non ci sarà alcun salvataggio.

### Episodio 2: La Cavalleria
Per portare in salvo i sopravvissuti di Isla Nublar, la InGen ha assoldato un gruppo di mercenari composto dal leader William "Billy" Yoder, il suo amico Oscar Morales e il pilota Daniel "Danny" Cafaro (soprannominato "D-Caf"). I tre si dirigono verso il centro visitatori per incontrarsi con la squadra Bravo, l'unità di rinforzo, ma dopo aver provato a contattarla via radio, sentono solo degli spari. Giunti sul posto, trovano tutti i componenti della squadra morti eccetto uno, Vargas, il quale è impazzito e cerca di attaccarli. Dopo essere riusciti a sottometterlo, notano sul suo braccio una strana ferita e ipotizzano che sia stato morso da un qualche animale velenoso, il cui morso lo ha portato ad avere delle allucinazioni e a uccidere il resto della squadra. Esaminando le riprese delle telecamere di sicurezza del centro visitatori nel tentativo di scoprire che cosa ha attaccato Vargas, trovano alcune riprese di Nima che scorta Gerry e Jess fuori dall'edificio minacciandoli con una pistola. Il centro visitatori viene quindi attaccato dai misteriosi dinosauri dagli occhi bianchi, che uccidono Vargas e obbligano Oscar e Yoder a fuggire. Nel frattempo, Gerry convince Nima a fermarsi e ad accendere un fuoco per tenere lontani i dinosauri, nella speranza che la squadra di salvataggio possa vedere il fumo. Mentre lui e Nima parlano, Jess riesce a rubare la radio e a mettersi in contatto con Yoder, venendo però scoperta da Nima e obbligata a proseguire.
La squadra di Yoder, informata da Jess del fuoco, avvista il fumo ma viene attaccata da uno Pteranodonte, che danneggia l'elicottero e li obbliga ad atterrare. Mentre D-Caf resta indietro per ripararlo, Oscar e Yoder si dirigono nella giungla per trovare gli altri sopravvissuti. Questi ultimi, a loro insaputa, sono rimasti bloccati davanti allo Scuotiossa, una montagna russa incompleta costruita sul lato della montagna e che impedisce loro di scendere. I tre riescono a ripararla e vi salgono a bordo nel tentativo di scendere alla base della montagna, venendo però attaccati da un branco di Herrerasauri. Riescono a respingerli, ma i binari della montagna russa crollano e i tre rischiano di precipitare. Fortunatamente, Yoder e Oscar li trovano e salvano riuscendo anche a disarmare Nima, la quale però riconosce Oscar. Il gruppo ritorna quindi verso l'elicottero, scoprendo che D-Caf è scomparso. Il T. rex riappare e inizia ad avanzare verso di loro, obbligando Oscar a riparare l'elicottero in tutta fretta, decollando appena in tempo.
La Dr.ssa Sorkin è l'ultima sopravvissuta rimasta da salvare, così il gruppo si dirige verso il suo laboratorio. Lungo la strada, Nima discute con Oscar, avendo chiaramente dei precedenti con lui, ma i due vengono interrotti da Gerry. Raggiunto il laboratorio, però, la Sorkin si rifiuta di partire, obbligando Yoder a convincerla promettendole di trasformare il parco in una riserva naturale. La donna alla fine accetta, rivelando però prima di partire di aver creato una cura per la deficienza da lisina dei dinosauri (i quali muoiono dopo pochi giorni se non assumono questa sostanza) e di volerla implementare nella riserva acquatica dei Parasauri per evitare che i dinosauri che sta studiando muoiano mentre lei è assente. Mentre lei, Gerry e Jess si occupano di questo, Nima cerca di rubare l'elicottero di Oscar e Yoder per fuggire; nella colluttazione che ne segue, un coltello lanciato dalla donna danneggia irreparabilmente i comandi dell'elicottero in volo. Nel frattempo, il gruppo della dr.ssa Sorkin viene attaccato da un branco di Velociraptor, appena importati nel parco da un luogo noto come Sito B e fuggiti dai recinti di contenimento. I dinosauri obbligano il gruppo a rifugiarsi in cima alla torre idrica, dove osservano l'elicottero schiantarsi.

### Episodio 3: Le Profondità
Il gruppo della Dr.ssa Sorkin riesce a fuggire dalla torre idrica in crollo riparando una scala danneggiata e riparandosi nei tunnel di manutenzione per sfuggire ai raptor. Nima, Yoder e Oscar sopravvivono allo schianto, ma tutte le loro armi vengono distrutte. Oscar esce in perlustrazione, lasciando Yoder a sorvegliare Nima priva di sensi. Osserva quindi i raptor aprire la porta che conduce ai tunnel e riesce a seguirli all'interno, uccidendo anche un esemplare solitario dopo un breve scontro. Nel frattempo Yoder trova la bomboletta con gli embrioni nello zaino di Nima e, una volta che questa ha ripreso conoscenza, la obbliga a fare un accordo con lui per dividersi il profitto della vendita degli embrioni. Il T. rex poi li attacca, obbligandoli a rifugiarsi nei tunnel, sebbene Yoder sia costretto a tornare momentaneamente indietro per recuperare la bomboletta che aveva fatto cadere. I due si muovono quindi nei tunnel, ma sono obbligati ad accendere le luci dopo che Nima vede degli occhi bianchi e si rifiuta di proseguire, ricordandosi il trauma del morso. Dopo aver raggiunto, Oscar gli rivelano il loro accordo e lui, seppur riluttante, accetta di farne parte a patto che prima portino in salvo gli altri sopravvissuti.
Nel frattempo, la Dr.ssa Sorkin rivela di aver somministrato la cura per la deficienza da lisina dei dinosauri nella riserva d'acqua principale del parco e non solo a quella dei Parasauri. Mentre lei e Gerry discutono delle possibile disastrose conseguenze di questa scelta, Jess si allontana furtivamente con le sigarette della dottoressa nella speranza di riuscire a fumare. Tuttavia, viene attaccata dal branco di Velociraptor, riuscito a raggiungerli; con l'aiuto di un carrello elevatore riescono a tenere a bada i dinosauri fino all'arrivo del gruppo di Oscar, il quale sfregia l'esemplare alfa con il suo coltello, portando il branco alla fuga. Tuttavia, non c'è tempo per riprendere fiato: alcuni getti di vapore iniziano a uscire dalle tubature vicine. La Dr.ssa Sorkin rivela che ciò significa che la centrale geotermica del parco è in sovraccarico e sull'orlo di esplodere, il che porterebbe alla distruzione totale di oltre metà dell'isola.
Insieme, i sopravvissuti si dirigono verso la centrale per rilasciare il vapore e sventare la catastrofe. Collaborando, riescono a rilasciare il vapore e a resettare il sistema, ma nel farlo attivano erroneamente un protocollo d'emergenza che sigilla l'intera centrale dietro delle porte di metallo. Come se non bastasse, il branco di raptor riesce a entrare appena prima che le porte si chiudano, bloccando i sopravvissuti all'interno insieme a loro. Dopo aver raggiunto il piano superiore, il gruppo si accorge che i controlli della porta sono andati distrutti e che l'unico modo per sbloccare il sistema è attraverso il pannello di controllo accanto alla porta dalla quale sono entrati, sorvegliata dai dinosauri. Senza alternative, Oscar decide di scendere e sbloccare le porte, riuscendo ad aprire la strada agli altri ma venendo brutalmente ucciso dal branco davanti agli occhi impotenti di Yoder. Il resto del gruppo riesce a fuggire e a rifugiarsi nella sala caldaie. Una volta all'interno, trovano un uomo ricoperto da alcune foglie in modo da farlo sembrare un nido. Yoder lo riconosce come D-Caf, vivo ma paralizzato dallo stesso veleno delle creature dagli occhi bianchi che avevano morso Nima e Vargas, le quali hanno utilizzato il suo corpo come nido per le uova. A questo punto, Sorkin rivela di essere al corrente del fatto che queste misteriose creature sono riuscite a fuggire; furioso per la rivelazione, Yoder le punta contro un coltello e minaccia di ucciderla.

### Episodio 4: I Sopravvissuti
Minacciata da Yoder, Sorkin confessa che i misteriosi dinosauri dagli occhi bianchi sono una particolare specie di Troodonte che le era stato ordinato da John Hammond di eliminare dopo la scoperta dei letali effetti del loro morso velenoso (che spaventa anche tutti gli altri dinosauri), ma che lei non aveva avuto il coraggio di sopprimere e aveva rinchiuso in degli speciali recinti di quarantena per poterli studiare; quando il guasto causato da Nedry ha tolto la corrente all'intero parco, anche i Troodonti sono riusciti a fuggire. Mentre Gerry e Nima cercano di convincere Yoder a risparmiare la Dr.ssa Sorkin, Jess trova una grata dalla quale possono passare per ritornare nei tunnel di manutenzione. Proprio mentre cercano un modo per aprire la grata, il branco di Troodonti ritorna al nido e li attacca. Nima e Yoder riescono a tenerli occupati e alla fine riescono a fuggire attraverso i tunnel. Durante la fuga, il gruppo si ritrova però separato. Gerry e Nima riescono a uscire in superficie, mentre gli altri rimangono bloccati nei tunnel. Gerry cerca di tornare indietro, ma Nima lo convince a restare dicendogli che gli altri sono capaci di cavarsela da soli. Durante questa piccola pausa, i due conversano e Nima rivela che Isla Nublar era la casa ancestrale della sua tribù d'origine prima che la InGen la acquistasse, sfrattando tutti i nativi e costruendo il Jurassic Park. Oscar era uno dei mercenari inviati a sfrattare la sua gente e lei ha accettato il compito di recuperare gli embrioni sia per vendetta verso la InGen e sia nel tentativo di garantire una vita migliore a sua figlia. Gerry le promette quindi tutto l'aiuto economico necessario per poter aiutare lei e sua figlia. Terminata la conversazione, un'auto turistica danneggiata (la stessa che Sorkin aveva avviato precedentemente per distrarre il T. rex, attira la loro attenzione e i due la usano per raggiungere l'osservatorio marino, loro meta originale e dove sono diretti anche gli altri.
I due gruppi si riuniscono all'osservatorio marino, dove Yoder spiega che devono abbandonare l'isola il più velocemente possibile poiché la marina statunitense intende bombardare l'isola per conto della InGen per eliminare la minaccia dei dinosauri. Dopo aver scoperto ciò, la Dr.ssa Sorkin abbandona il gruppo e prende un ascensore per scendere al piano inferiore, lasciando gli altri bloccati al piano superiore. Il gruppo riesce a sbloccare l'ascensore e a seguirla al piano di sotto, dove la sentono parlare al telefono con la InGen nel tentativo di annullare il bombardamento, addirittura fingendo di aver preso in ostaggio gli altri sopravvissuti. Quando ciò non sembra funzionare, decide di prendere una decisione drastica per dimostrare alla InGen cosa significa "contaminare l'ecosistema globale", aprendo il cancello sottomarino e liberando il Tilosauro nella laguna nonostante le suppliche di Gerry. Ora libero, il mastodontico rettile marino sbatte violentemente contro la cupola di vetro dove si trovavano i sopravvissuti, facendo cadere Sorkin in acqua e divorandola. Yoder usa quindi il telefono per chiamare la InGen e chiede di ritardare il bombardamento di almeno 90 minuti per permettergli di abbandonare l'isola. Proprio mentre il gruppo si dirige verso l'ascensore, però, Yoder tira fuori una granata che aveva preso dal corpo di D-Caf, spiegando che ora che tutti i suoi compagni sono morti, tutto ciò che gli importa è portare via la bomboletta con gli embrioni, rivelando di voler uccidere Gerry e Jess per evitare che lo rallentino. Nima però, disgustata dal suo tradimento, si schiera con loro e si rifiuta di andare con lui per consegnare la bomboletta. L'uomo getta quindi a terra la granata e fugge in ascensore, accorgendosi però troppo tardi che Jess gli ha rubato la bomboletta.
Il gruppo si sigilla quindi nella sala controlli dell'acquario mentre l'acqua inizia ad allagare tutto l'impianto. Nima si accorge che l'unico modo per uscire è attraverso una grotta su una delle pareti della laguna che li avrebbe portati direttamente in superficie. Indossando dell'equipaggiamento da sub, i tre riescono a raggiungere l'uscita e a fuggire evitando a malapena il Tilosauro (che Gerry riesce a sigillare nuovamente all'interno della gabbia chiudendo il cancello con una fiocina, impedendogli così di uscire). Raggiunta la superficie, trovano la barca che il contatto di Nima aveva lasciato in attesa dell'arrivo di Nedry. Vengono però attaccati da Yoder, deciso a recuperare la bomboletta con gli embrioni. Mentre lui e Nima combattono, il T. rex giunge sul posto e tutti i sopravvissuti si bloccano sul posto (poiché a causa di una mutazione genetica il dinosauro non può vedere le altre creature se esse restano immobili). Gerry calcia quindi la bomboletta verso il bordo della passerella; Yoder, temendo che possa cadere in mare, si lancia a recuperarla, muovendosi e rivelando la sua posizione al T. rex che lo sbrana. Gerry distrae l'enorme dinosauro per permettere a Nima e Jess di fuggire, ma nel tentativo di inseguirlo il T. rex danneggia la passerella sulla quale le due si trovavano. Jess rischia di cadere e resta appesa alla passerella, mentre la bomboletta con gli embrioni cade nel piano sottostante. Il giocatore può quindi scegliere a questo punto fra due finali:
- Finale canonico: Se il giocatore nei panni di Nima sceglie di aiutare Jess, la donna riuscirà a salvarla tirandola su mentre il T. rex schiaccia la bomboletta, distruggendola. Dopo essere sfuggiti al dinosauro, Gerry, Nima e Jess fuggono dall'isola insieme con la barca. Nima è molto preoccupata per la sorte della figlia ora che la bomboletta è andata distrutta e non potrà più essere trovata, ma mentre Gerry cerca di consolarla, Jess scopre che sulla barca del contatto è presente la valigia contenente il milione di dollari del pagamento. I tre si allontanano quindi per sempre da Isla Nublar, al sicuro e con il denaro necessario per salvare la figlia di Nima.
- Finale non canonico: Se il giocatore nei panni di Nima sceglie di recuperare gli embrioni, la donna finirà divorata dal T. rex mentre Gerry e Jess fuggiranno dall'isola con la barca. Gerry spiega quindi alla figlia di voler tornare veterinario dello zoo per poter starle più vicino e rivela di voler adottare la figlia di Nima per mantenere fede alla sua promessa.

## Canonicità
Il design dei dinosauri e molti degli eventi del gioco lo rendono canonico alla serie di film, sebbene abbiano alcuni elementi che ne vanno in contrasto e che sono più in linea con il romanzo originale di Michael Crichton, come ad esempio:
- L'aspetto di Gerry Harding è drasticamente differente nel gioco rispetto al film. Infatti, nel film Jurassic Park l'uomo appare attempato, con una camicia gialla, un cappello verde e un paio di baffi, mentre nel gioco sembra essere più giovane, con una camicia verde e soprattutto privo di baffi. Gli sviluppatori hanno in seguito affermato che si tratta dello stesso personaggio, al quale hanno deciso di dare un aspetto più giovanile. L'aspetto di Gerry non viene descritto invece nel romanzo, il che rende il gioco più in linea con esso sotto questo punto di vista.
- Nel film, Harding è divorziato e rivela di avere una figlia Sarah, la quale appare come co-protagonista in Il mondo perduto - Jurassic Park. Nel gioco viene rivelato che possiede anche un'altra figlia più piccola, ovvero Jess. Tuttavia, nel gioco Gerry sembra troppo giovane per avere una figlia dell'età che ha Sarah (interpretata da Julianne Moore) nel secondo film. I due sembrano infatti quasi coetanei. Anche in questo caso il gioco è quindi più in linea con il romanzo, dove Sarah è descritta come una giovane ragazza fresca di studi.
- La più grande discrepanza con il film è però legata al finale del gioco. Infatti, il videogioco termina con i sopravvissuti in fuga da Isla Nublar e precedentemente veniva spiegato che il governo statunitense aveva intenzione di bombardare l'isola per eliminare ogni dinosauro rimasto. Tuttavia, nella serie cinematografica, l'esercito non ha mai bombardato Isla Nublar, sulla quale è stato costruito anni dopo il Jurassic World. Il finale del gioco pare essere quindi in linea con quello del romanzo originale, dove l'isola viene per l'appunto bombardata. Nei film l'isola viene invece venduta dalla InGen e acquistata da Simon Masrani, che ha deciso di costruirvi un secondo parco a tema. Si può ipotizzare quindi che il governo degli Stati Uniti abbia fermato il bombardamento dell'isola nella serie di film, venendo probabilmente convinto dalla InGen del fatto che i dinosauri presenti su di essa non rappresentavano un pericolo per l'ecosistema globale.

## Personaggi principali
- Gerry Harding: Protagonista del gioco, il capo veterinario del Jurassic Park. Farà di tutto pur di difendere sua figlia Jess e fuggire con lei dall'isola. Durante il gioco svilupperà una certa simpatia anche nei confronti di Nima, tanto che alla fine del gioco sceglierà di offrire aiuto economico a lei e alla figlia, nel finale canonico. (Episodi 1-4) Doppiato da Jon Curry.
- Jess Harding: Jessica Marie Harding, è la figlia quattordicenne di Gerry. Si trova sull'isola per passare un po' di tempo con suo padre, che ha divorziato dalla madre. Jess è una ragazza molto sveglia e coraggiosa ma piuttosto ribelle, avendo un debole per il taccheggio e il fumo, vorrebbe che suo padre fosse più presente nella sua vita. (Episodi 1-4) Doppiata da Heather Hudson.
- Nima Cruz: mercenaria assunta per recuperare la bomboletta degli embrioni. Dimostra notevoli abilità combattive, atletiche e di sopravvivenza, oltre ad avere una grande conoscenza dell'isola, per la quale è stata scelta per tale missione. Nima ha accettato l'incarico per avere i soldi necessari a trasferirsi ad Atlanta con sua figlia, alla quale ha dato il nome dell'omonima città con la speranza di potercela portare a vivere un giorno. Nima infatti vuole sottrarre sua figlia alla vita del ghetto in cui lei e la sua gente erano stati mandati a vivere dal governo di Costa Rica, dopo che Isla Nublar fu venduta alla InGen. Infatti si scoprirà che Nima è originaria di Isla Nublar e proprio per questo prova un grande astio nei confronti della InGen, colpevole di aver rovinato l'isola. Inizialmente si contrappone a Gerry e sua figlia pur di riuscire a portare a termine la sua missione ma poi finisce per legarsi ai due aiutandoli a fuggire dall'isola. Prova un profondo odio nei confronti di Oscar, il quale faceva parte della squadra di mercenari che sfrattarono la sua tribù da Isla Nublar; poco prima della sua morte, i due si chiariranno e Nima rivelerà di rispettare e stimare la grande abilità di Oscar, nonostante le loro divergenze. Alla fine del gioco, può abbandonare con Gerry e Jess l'isola oppure morire sbranata dal T.rex, a seconda del finale scelto. (Episodi 1-4) Doppiata da Nika Futterman.
- Miles Chadwick: Membro della Biosyn (compagnia rivale della InGen) e collega di Dogson, accompagnerà Nima su Isla Nublar per recuperare la bomboletta con gli embrioni dopo che Nedry non si è presentato al porto. Appare brevemente anche nel film originale. Mostrerà fin da subito una personalità vigliacca e sarà riluttante ad accompagnare Nima, mandandola però sempre avanti e lasciando che rischi lei la vita al posto suo. Dopo aver trovato la bomboletta con gli embrioni, userà Nima come esca per distrarre i Dilofosauri in arrivo, i quali però la ignoreranno e divoreranno lui al suo posto. (Episodio 1) Doppiato da Jared Emerson-Johnson, il quale ha anche composto la colonna sonora del gioco.
- Billy Yoder: William Yoder, è un mercenario assunto dalla InGen per salvare il personale del Jurassic Park. Membro della squadra Alpha, spesso nel gioco lascia intendere di avere un passato da ladro e delinquente, tuttavia, inizialmente sembra un personaggio carismatico e positivo, deciso a salvare i superstiti del Jurassic Park e spesso capace di battute di spirito, anche in situazioni pericolose. Aiuterà Gerry e gli altri sopravvissuti più volte cercando di portarli in salvo. Nel corso del gioco, tuttavia i suoi buoni propositi verranno distorti a causa della morte di tutti i suoi compagni d'armi, tra cui due dei suoi migliore amici, Oscar e D-Caf, vittime dei dinosauri dell'isola. Ciò porterà Yoder a ritenere il personale del Jurassic Park responsabile per la morte dei suoi compagni, avendo contribuito alla clonazione dei dinosauri, e per questo inizierà a provare un profondo disprezzo per coloro che lavoravano nel parco. Questo lo porterà a pensare solo a sé stesso, e ad arrivare a tradire la InGen e i sopravvissuti dell'isola pur di appropriarsi della bomboletta di embrioni di dinosauro dal valore di un milione di dollari, recuperata in precedenza da Nima. Infatti alla fine del gioco, Yoder ha come solo obbiettivo quello di arricchirsi vendendo gli embrioni al contatto di Nima. Tuttavia la donna tenterà di fermarlo e i due si scontreranno in un combattimento corpo a corpo, alla fine del quale Yoder verrà divorato da un T-Rex. (Episodi 2-4) Doppiato da Jason Marsden.
- Oscar Morales: altro mercenario assunto per salvare il personale del Jurassic Park. Anch'egli membro della squadra Alpha della InGen, è un esperto ex-soldato, dotato di grande sangue freddo e grande forza fisica. Oscar vanta molte missioni portate a termine con successo nel suo passato e a detta di Nima il tatuaggio con lapidi e teschi da lui posseduto sul braccio sinistro, è una prova di ciò, rappresentando le lapidi, i suoi compagni d'armi caduti, mentre i teschi i nemici che lui stesso ha eliminato durante le sue missioni. Oscar infatti, è addestrato al punto da riuscire a mettere fuori combattimento Nima in pochi secondi, e si dimostra persino in grado di uccidere un Velociraptor armato solo di coltello, nonché di tenere testa ad altri tre Raptors contemporaneamente per alcuni secondi. Alla fine tuttavia si sacrificherà rimanendo indietro con i Velociraptors e finendo per soccombere ad essi. Il suo sacrificio permettere ai sopravvissuti di fuggire scortati dal suo compagno d'armi, Billy Yoder. (Episodi 2-3) Doppiato da Carlos Carrasco.
- Laura Sorkin: scienziata del Jurassic Park. Ritiene che i dinosauri abbiano diritto di vivere la propria vita, senza essere attrazioni, e questo la mette in contrasto con buona parte del personale. Sebbene aiuti gli altri protagonisti a sopravvivere durante il gioco, spesso dimostrerà di tenere di più alla vita dei dinosauri che a quella dei sopravvissuti del Jurassic Park. Infatti, venuta a sapere che il governo degli Stati Uniti aveva intenzione di bombardare l'isola, deciderà di barricarsi nell'acquario del parco tenendo in ostaggio gli altri sopravvissuti e liberando il Mosasaurus, dal quale finirà tuttavia per essere divorata ella stessa dopo essere caduta in una vasca del suddetto acquario. (Episodi 2-4) Doppiata da Susan Cash.
- D-CAF: Daniel Cafaro, soprannominato D-Caf dai suoi compagni d'armi è il pilota dell'elicottero di Billy e Oscar ed è come loro un membro della squadra di mercenari inviati dalla InGen a salvare il personale del Jurassic Park e i sopravvissuti dell'isola. Muore ucciso dal morso velenoso dei Troodon Pectinodon, che useranno il suo corpo ancora vivo ma ormai comatoso e in fin di vita come nido per le loro uova. Viene dato per disperso e presumibilmente morto nel secondo episodio e il suo corpo verrà ritrovato dagli altri sopravvissuti alla fine del terzo episodio. (Episodi 2-3) Doppiato da Ari Rubin.
- Vargas: Leader della Squadra Bravo inviata dalla InGen su Isla Nublar come unità di rinforzo per la squadra di Yoder. Poco dopo essere atterrato insieme al suo team al centro visitatori, verrà morso dai Troodonti e inizierà ad avere delle allucinazioni, le quali lo porteranno ad uccidere la sua intera squadra e ad abbattere l'elicottero. Dopo un breve confronto con Oscar, verrà disarmato e neutralizzato. Muore poco dopo in seguito ad un secondo attacco dei Troodonti. (Episodio 2) Doppiato da Sunil Malhotra.

## Sviluppo
Ha un motore grafico e uno stile simile a Heavy Rain (da cui il gioco è influenzato), in cui le scelte e le azioni del giocatore determineranno le diverse situazioni del gioco. Vedendocela con i noti rettili preistorici del parco, tra cui il T-Rex e i Velociraptor, cercando di sopravvivere a essi nel tragitto di uscita dal parco che anche da qualcuno dei protagonisti renderà difficile.

## Accoglienza
Jurassic Park: The Game ha ricevuto recensioni contrastanti. Molti siti come GameRankings e Metacritic, che hanno recensito il gioco, hanno dato alla versione Xbox 360 64.09% e 60/100, 55.88% e 54/100 per PC e 54.50% e 53/100 per quel che riguarda la PlayStation 3.
Greg Miller di IGN ha detto del gioco, "Jurassic Park è un racconto troppo intricato di personaggi perfettamente dimenticabili con un parco di gran lunga meno meraviglioso di quello che abbiamo visto sul grande schermo", dando un 5,5 su 10.
Carolyin Petit di GameSpot ha dato al gioco un 6.5/10: mentre lei ha elogiato l'uso del materiale di base, ha criticato la mancanza di puzzle impegnativi e la mancanza di contesto per le opzioni di conversazione.
Negli Stati Uniti, è stato il sesto gioco più venduto del 2011. Nel 2015, Eurogamer ha elogiato il gioco, affermando che trattava di una storia interessante con personaggi ben costruiti, ma che la sua accoglienza è stata a tratti contrastanti principalmente a causa del fatto che "è un videogioco, mentre una storia come questa sarebbe stata meglio raccontata in un film o una serie tv".